# Tutto normale il prossimo Natale
Tutto normale il prossimo Natale è un film commedia natalizio brasiliano del 2020 diretto da Roberto Santucci e interpretato da Leandro Hassum, Elisa Pinheiro e Danielle Winits.  
Girato a Rio de Janeiro nel dicembre 2019,  il film è stato pubblicato il 3 dicembre 2020 su Netflix.

## Trama
Jorge, fin da bambino, ha sempre odiato il Natale perché giorno del proprio compleanno. Nel corso della sua adolescenza ha passato le feste in compagnia dei suoi amici, ma quando ha conosciuto Laura e ha avuto dei figli, non ha più avuto modo di evitare le feste.
È la vigilia di Natale del 2010. Jorge è infastidito da tutto il clima natalizio: regali da comprare, cena in famiglia con tutti i parenti e, per di più, pure una torta per lui per il compleanno. Inoltre si rifiuta anche di giocare o di guardare dei film coi suoi figli e i nipoti. Quella sera la cena è un vero disastro, tra parenti che litigano e scappano ed altri che chiedono continuamente soldi. Jorge viene costretto ad improvvisarsi Babbo Natale, ma cade dal tetto della sua abitazione, sbattendo la testa. La mattina seguente Jorge si sveglia, ma scopre, con molte incredulità, che si tratta della vigilia di Natale del 2011 e che non ricorda più niente dell'anno appena trascorso. Jorge rivive lo stesso incubo, risvegliandosi sempre alla vigilia ma questa volta del 2012. Allora le tenta tutte per cercare di interrompere questa cosa, ma non funziona nulla. Nei giorni seguenti (che sarebbero anni) Jorge si rifiuta di presentarsi dai parenti. Durante il giorno della vigilia del 2021 viene svegliato dalla moglie: qui, però, scopre che il suo rapporto con Laura è in crisi e che da 4 anni frequenta un'amante, Marcia; inoltre, senza ricordarsi nulla, Jorge ha iniziato ad assumere cattive abitudini, come il fumo. L'anno seguente si risveglia nel lussuoso appartamento dell'amante, ma Jorge vuole passare le feste con la famiglia e, nonostante sia odiato da tutti i parenti, riesce quanto meno a chiarirsi con Laura, che nel frattempo è diventata la sua ex moglie. Marcia minaccia Jorge dicendogli che il prossimo anno lo farà risvegliare lontanissimo, in modo da non poter vedere la sua famiglia. Jorge si sveglia alle Maldive, ma scopre che al suo fianco c'è Laura: i due decidono di passare ogni vigilia di Natale in un luogo sempre diverso, come Parigi, Mosca o il Polo Nord.
Un anno, però, Jorge si risveglia in casa. Qui scopre che sua figlia ha avuto un bambino, ma che allo stesso tempo ha avuto un tumore al seno che non le permette di allattarlo al seno. L'uomo capisce la gravità della situazione e finalmente si rende conto del vero senso delle feste, decidendo di guardarsi un bel film in compagnia della figlia come aveva sempre desiderato. Al mattino seguente (l'anno successivo), viene a fare visita il padre di Jorge, con cui il rapporto non è mai stato dei migliori: i due riescono a parlarsi faccia a faccia, in modo che Jorge possa così finalmente capire quale sia il valore delle piccole cose e dello spirito natalizio. Durante i festeggiamenti del suo compleanno, Jorge soffia sulle candeline sulla torta esprimendo il desiderio di tornare come prima. La mattina seguente è di nuovo la vigilia del 2010, sono tutti di nuovo "giovani" e la famiglia rimane sorpresa dalla nuova allegria di Jorge, mai così felice per il Natale come quell'anno.